# Melangyna coei
Melangyna coei là một loài ruồi trong họ Ruồi giả ong (Syrphidae). Loài này được Nielsen mô tả khoa học đầu tiên năm 1971. Melangyna coei phân bố ở vùng Cổ Bắc giới